# 長蛇座U
長蛇座U，又名BD-12 3218，HD 92055、SAO 156110、HR 4163，是長蛇座的一颗恒星，视星等为4.82，位于銀經259.97，銀緯38.07，其B1900.0坐标为赤經10h 32m 36.9s，赤緯-12° 38.07′ 52″。